# Trichomeris sinuata
Trichomeris sinuata är en mångfotingart som beskrevs av Loomis 1943. Trichomeris sinuata ingår i släktet Trichomeris och familjen klotdubbelfotingar. Inga underarter finns listade i Catalogue of Life.